# Sergei Nikolajewitsch Amossow

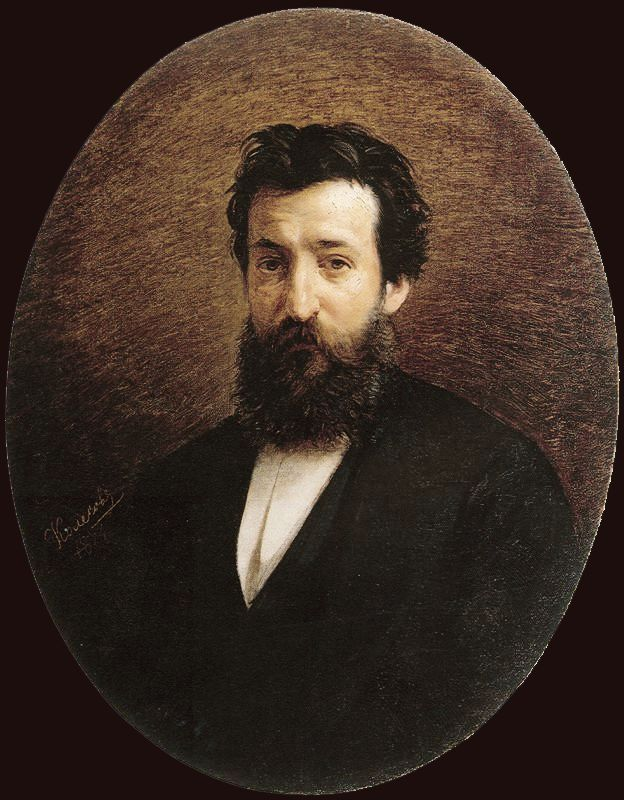
Sergei Nikolajewitsch Amossow,
Künstler: Alexei Michailowitsch Kolessow,
Tretjakow-Galerie, Inv. 28261

Sergei Nikolajewitsch Amossow (russisch Сергей Николаевич Амосов, wiss. Transliteration Sergej Nikolaevič Amosov; * 24. Maijul. / 5. Juni 1837greg. im Moskau, Russisches Kaiserreich; † 3. Novemberjul. / 15. November 1886greg. in Moskau), auch Ammossow (russisch Аммосов) geschrieben, war ein russischer Maler des russischen Realismus und Gründungsmitglied der Künstler-Gruppe Peredwischniki.

## Leben und Werk
Amossow studierte an der Moskauer Hochschule für Malerei, Bildhauerei und Architektur. 1864 wurde ihm die Kleine Silbermedaille verliehen, verbunden mit dem Titel „Künstler ohne Klasse“. Dies beinhaltete die Befreiung von der Kopfsteuer sowie die Berechtigung zum Bezug von Leistungen für den Militärdienst. Im Jahr 1869 erhielt er für sein Gemälde Einfahrt in das Dorf Kutusowo nach dem Regen (russisch Въезд в деревню Кутузово после дождя) die Große Silbermedaille, die mit der Verleihung des 14. Zivilrangs der Rangtabelle einherging. Ein Jahr später, 1870, wurde ihm für sein Werk Waldrand in der Nähe von Moskau (russisch Опушка леса в окрестностях Москвы) die Kleine Goldmedaille verliehen, die mit dem Künstlerrang der 2. Klasse und der Verleihung des 12. Zivilrangs der Rangtabelle verbunden war. Schließlich erhielt er 1872 für sein Gemälde Das Feld von Poltawa (russisch Полтавское поле) die Große Goldmedaille, die mit dem 9. Zivilrang der Rangtabelle verbunden war. Amossow starb im Alter von 49 Jahren in Moskau.

## Gemälde (Auswahl)

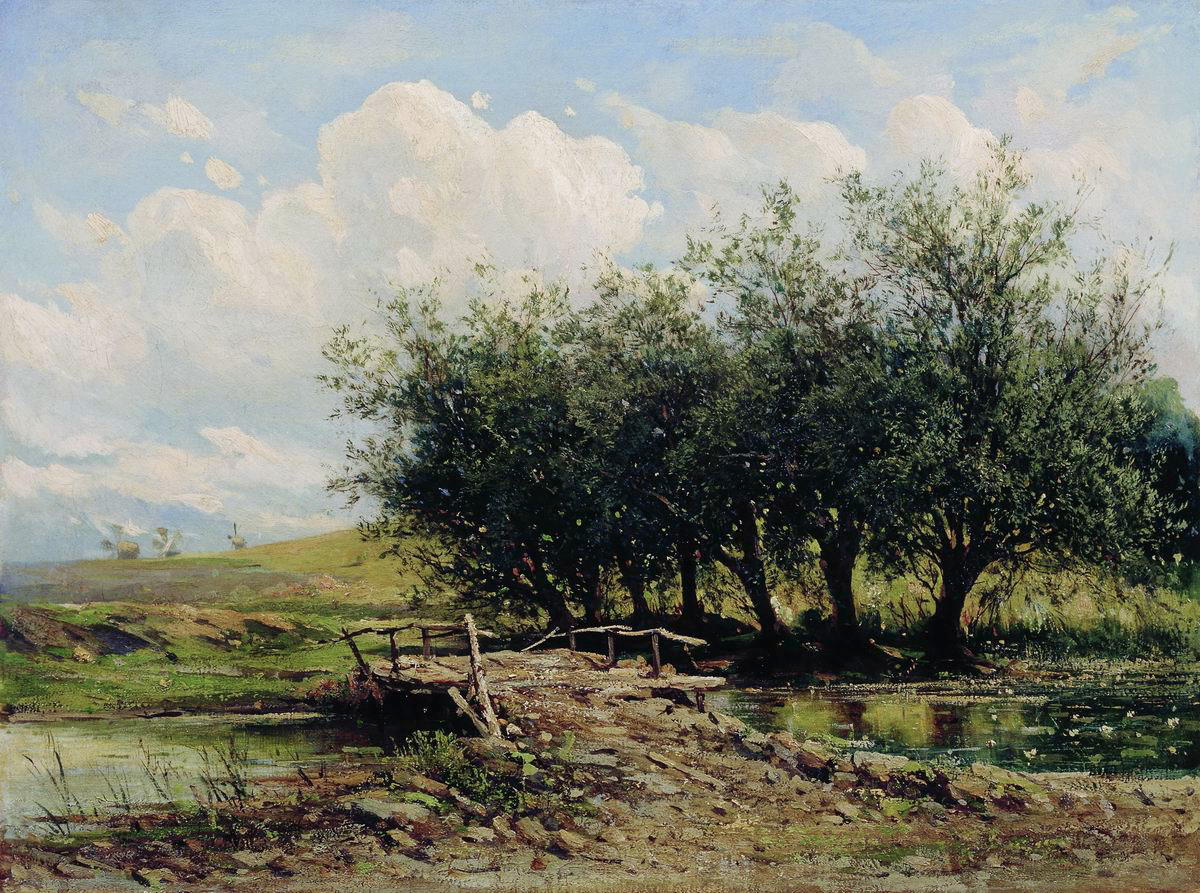
Brücke (russisch Мостик, vor 1886) Tschuwaschisches Staatliches Kunstmuseum, Tscheboksary
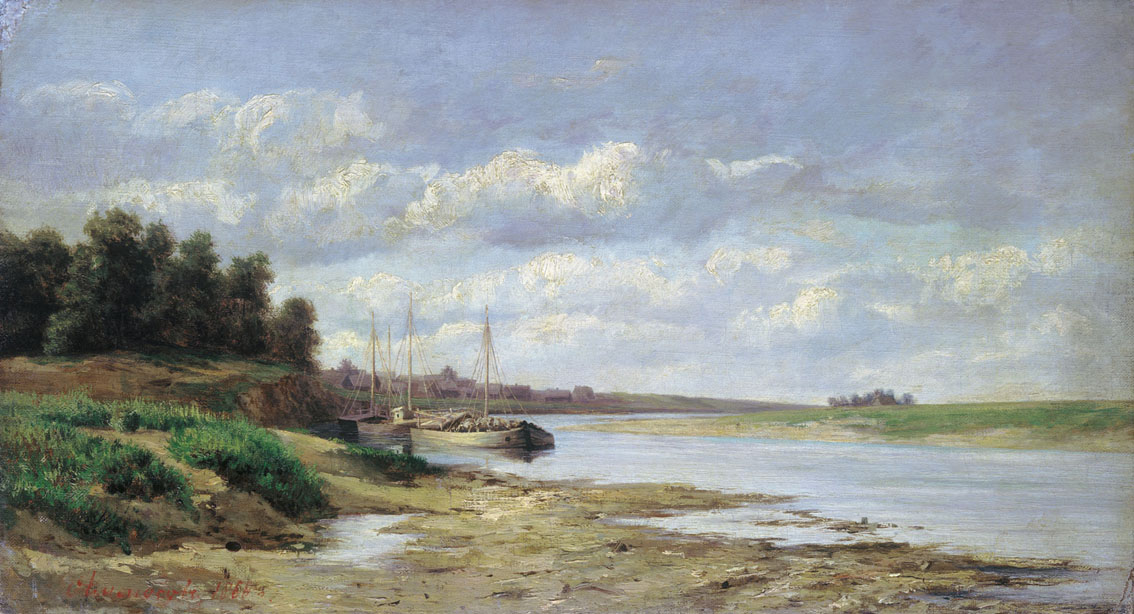
Barken am Fluss (russisch Барки на реке, 1868) Kunstmuseum Taganrog, Taganrog
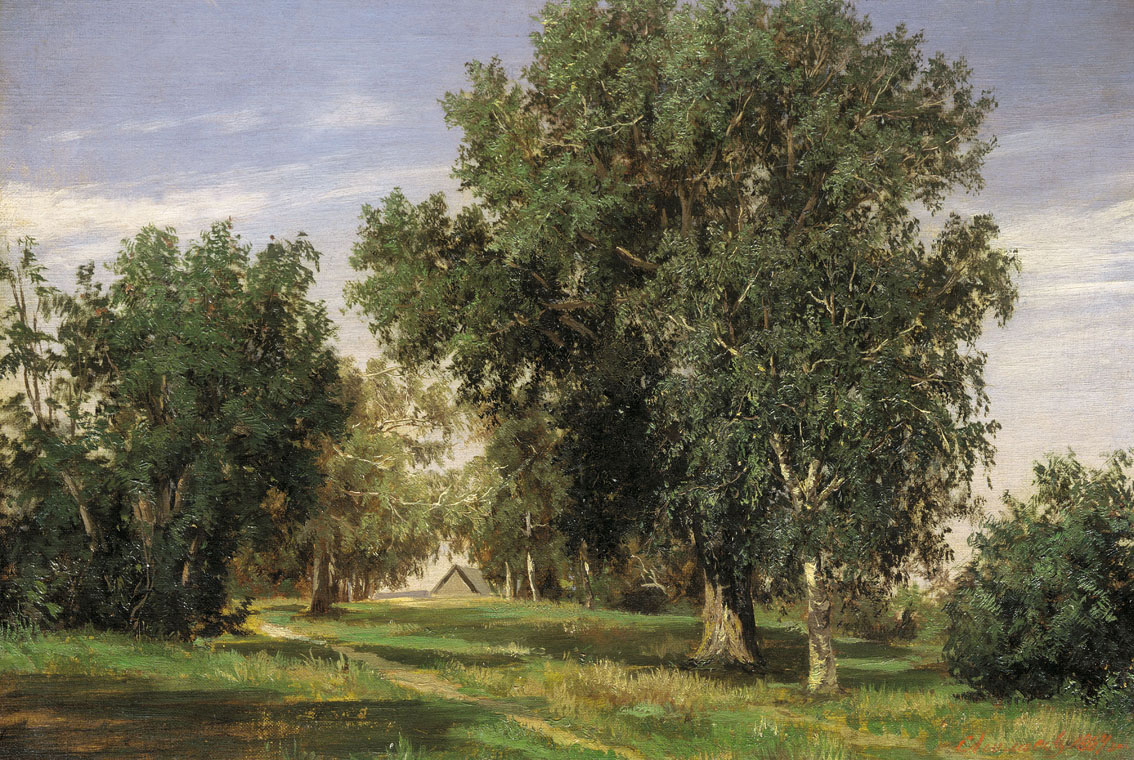
Waldlichtung (russisch Лесная поляна, 1869) Staatliche Tretjakow-Galerie, Moskau
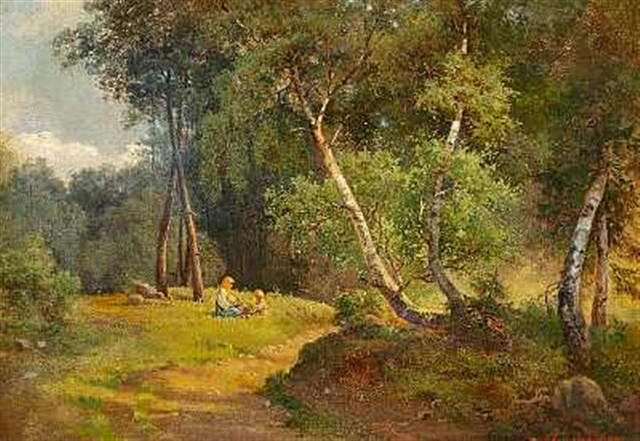
Zwei Mädchen auf einer Lichtung (russisch Две девочки на поляне, 1867)
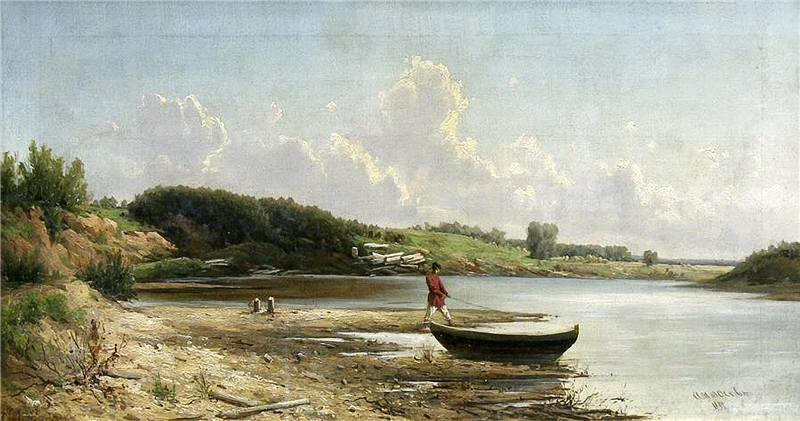
Fischer in Ufernähe (russisch Рыбак у берега, 1879)
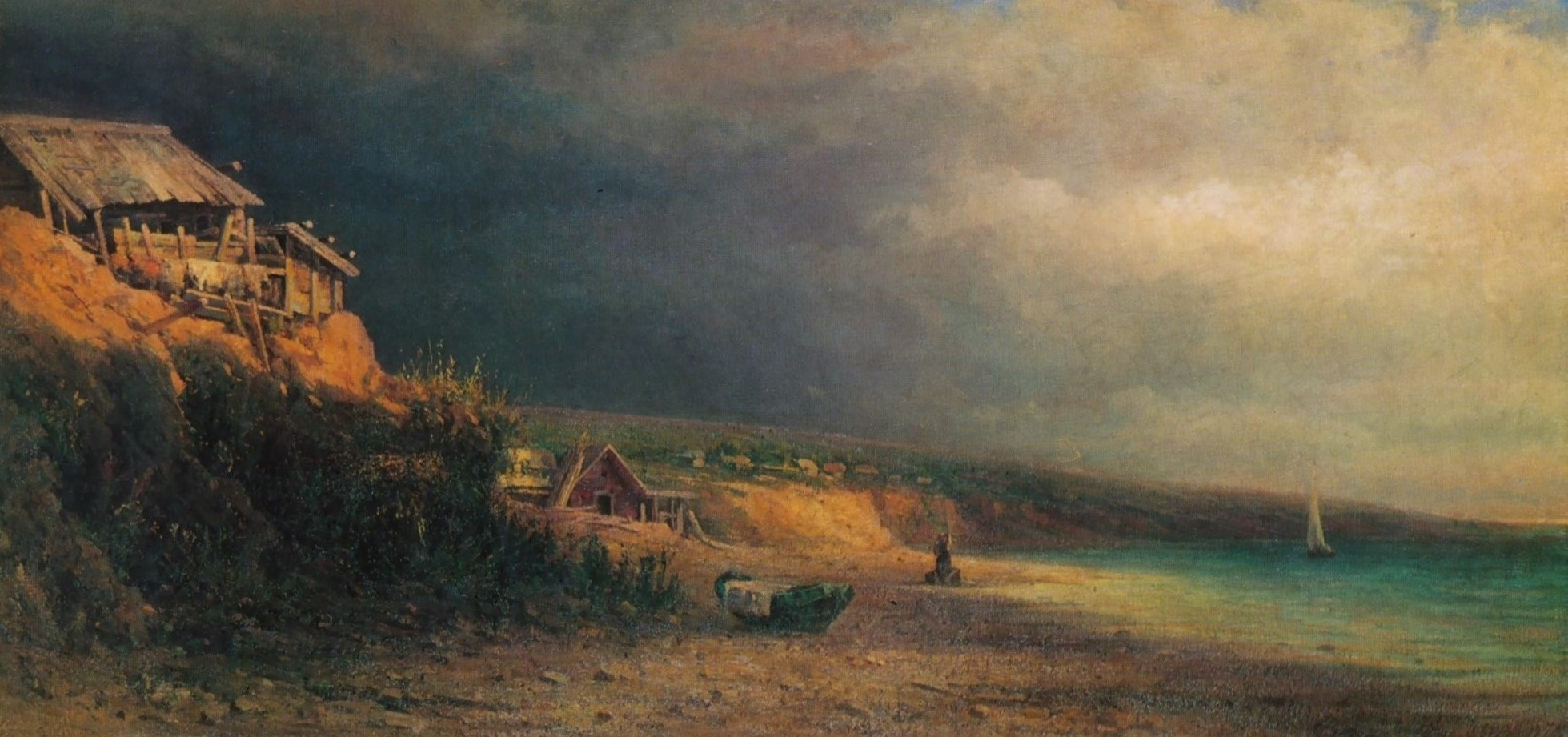
Vor dem Sturm (russisch Перед грозой, 1874)